# チンクェトッリ
チンクェトッリ(イタリア語: Cinque Torri、5 Torriとも書く)はイタリアの山岳地帯ドロミーティ東部のヌヴォラーウ山群(イタリア語: Gruppo del Nuvolau)北東部にある岩山群である。アヴェラーウの一部としてアヴェラーウのチンクェトッリ(イタリア語: Cinque Torri di Averau)とも呼ばれる。カタカナではチンクエトッリ、チンクエトーリ、チンクェ・トッリ、チンクエ・トッリなどの表記のバリエーションがある。

## 構成

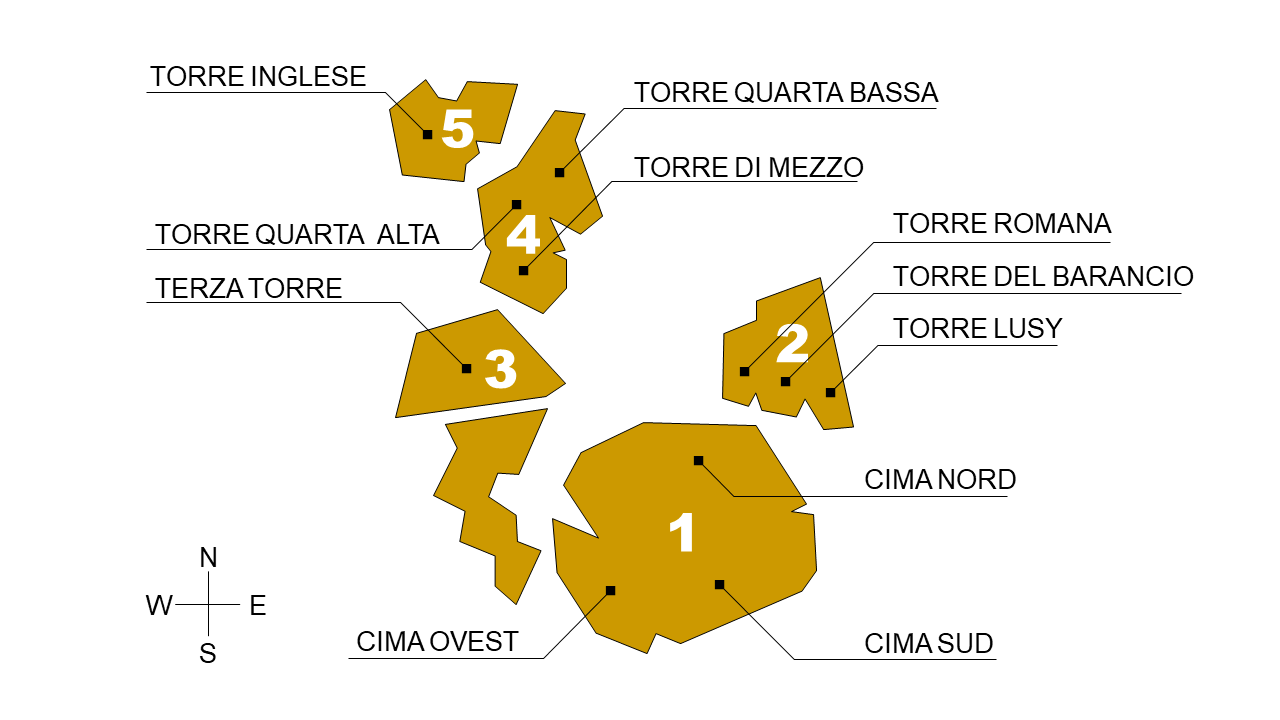
チンクェトッリ概略図

チンクェトッリはイタリア語で5つの塔という意味である。最も高いトッレ・グランデ(イタリア語: Torre Grande)の標高は2,361m。他の岩山はトッレ・セコンダ(イタリア語: Torre Seconda)、テルツァ・トッレ(イタリア語: Terza Torre)、クワルタ・トッレ(イタリア語: Quarta Torre)、クゥインタ・トッレ(イタリア語: Quinta Torre)のように第2から第5の塔という名称を持つ。それぞれの岩山は、固有の呼び方のある複数の頂上を持つ。
1. トッレ・グランデ(Torre Grande、大きい塔という意味)：北側のシーマ・ノルド(Cima Nord), 南側のシーマ・スッド(Cima Sud)、西側のシーマ・オーベスト(Cima Ovest)の3つの頂上を持つ。
2. トッレ・セコンダ(Torre Seconda、第2の塔)：東側からトッレ・ルージ(Torre Lusy)、トッレ・デル・バランチオ(Torre del Barancio)、トッレ・ロマーナ(Torre Romana)の3つの頂上がある。
3. テルツァ・トッレ(Terza Torre、第3の塔)：トッレ・ラティーナ(Torre Latina)とも呼ばれる。
4. クワルタ・トッレ(Quarta Torre、第4の塔)：背の高いトッレ・クワルタ・アルタ(Torre Quarta Alta)、その北東にある背の低いトッレ・クワルタ・バッサ(Torre Quarta Bassa)を持つ。南の頂上をトッレ・ディ・メッツォ(Torre di Mezzo)と呼ぶ。
5. クゥインタ・トッレ(Quinta Torre、第5の塔)：西側の頂上はトッレ・イングレーゼ(Torre Inglese)と呼ばれる。

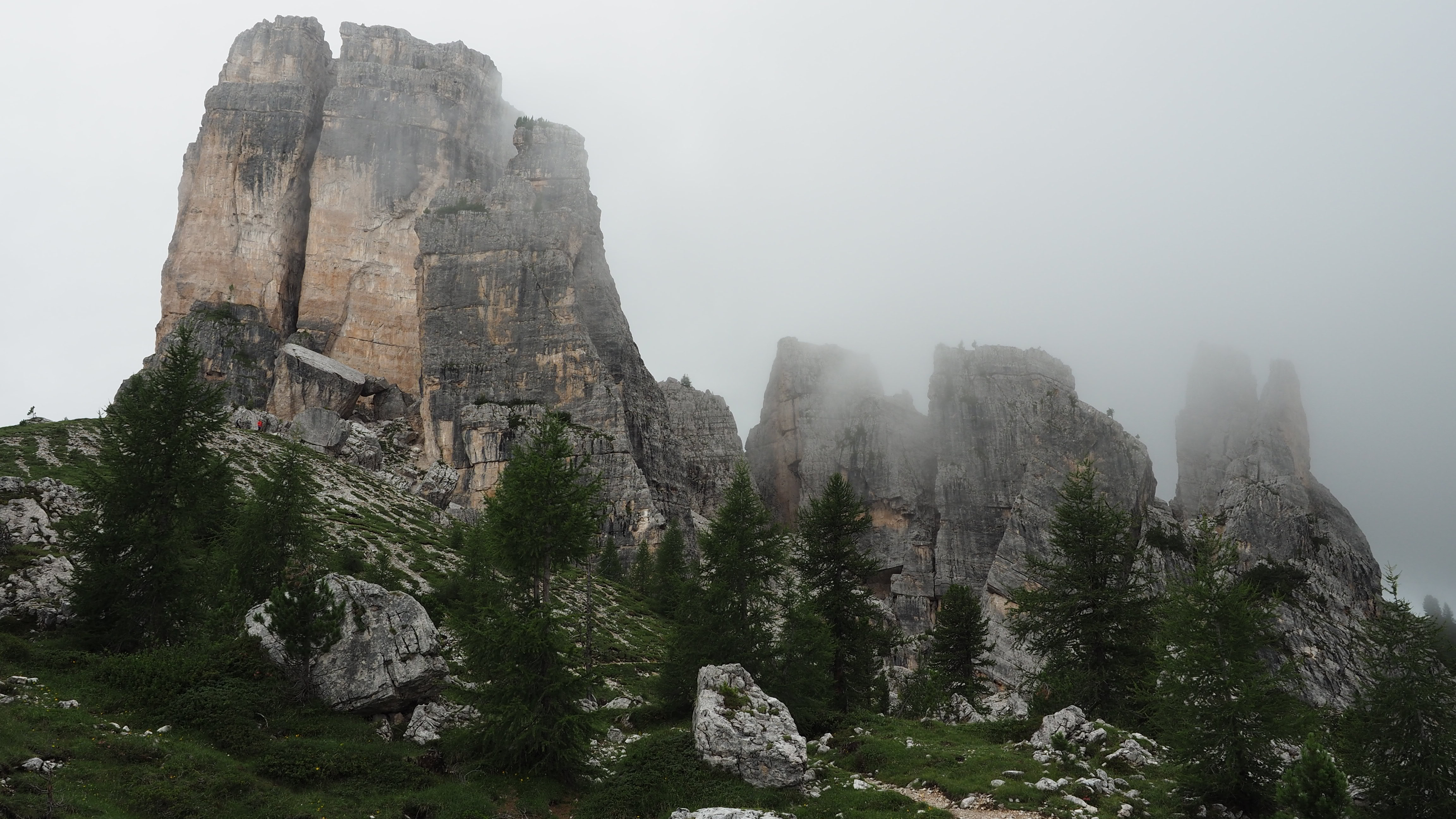
チンクェトッリ東面
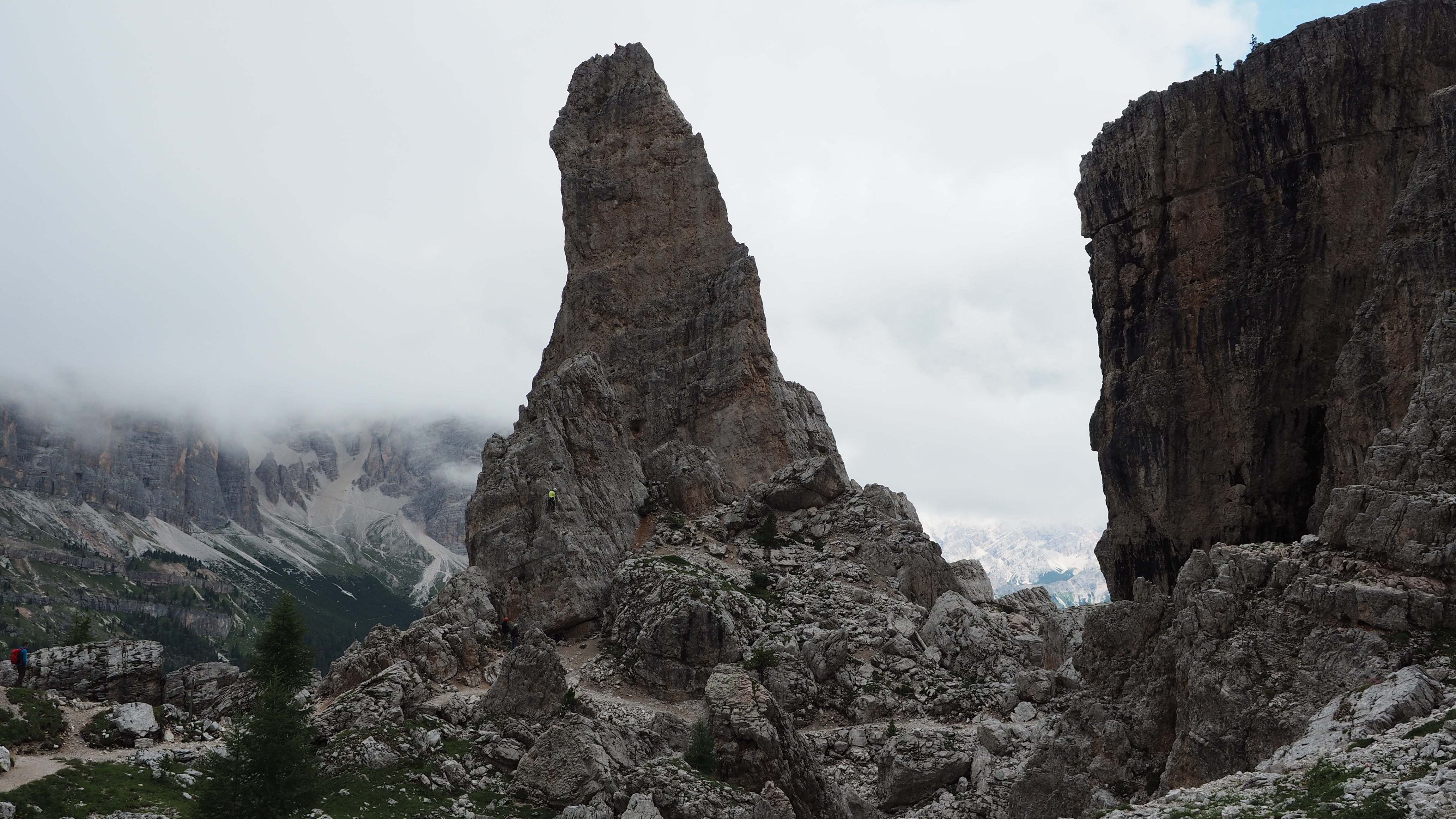
クゥインタ・トッレ(トッレ・イングレーゼ)

## 歴史
この地域は第一次世界大戦中にイタリア王国とオーストリア＝ハンガリー帝国の戦場となった。チンクェトッリはコルティーナ・ダンペッツォ(イタリア語: Cortina d'Ampezzo)、ファルツァーレゴ峠(イタリア語: Passo di Falzarego)間の要衝として、1915年6月にイタリア軍が陣地を構えた。岩山には銃眼、周囲に塹壕が掘られ、艦載用の30cm砲も設置された。

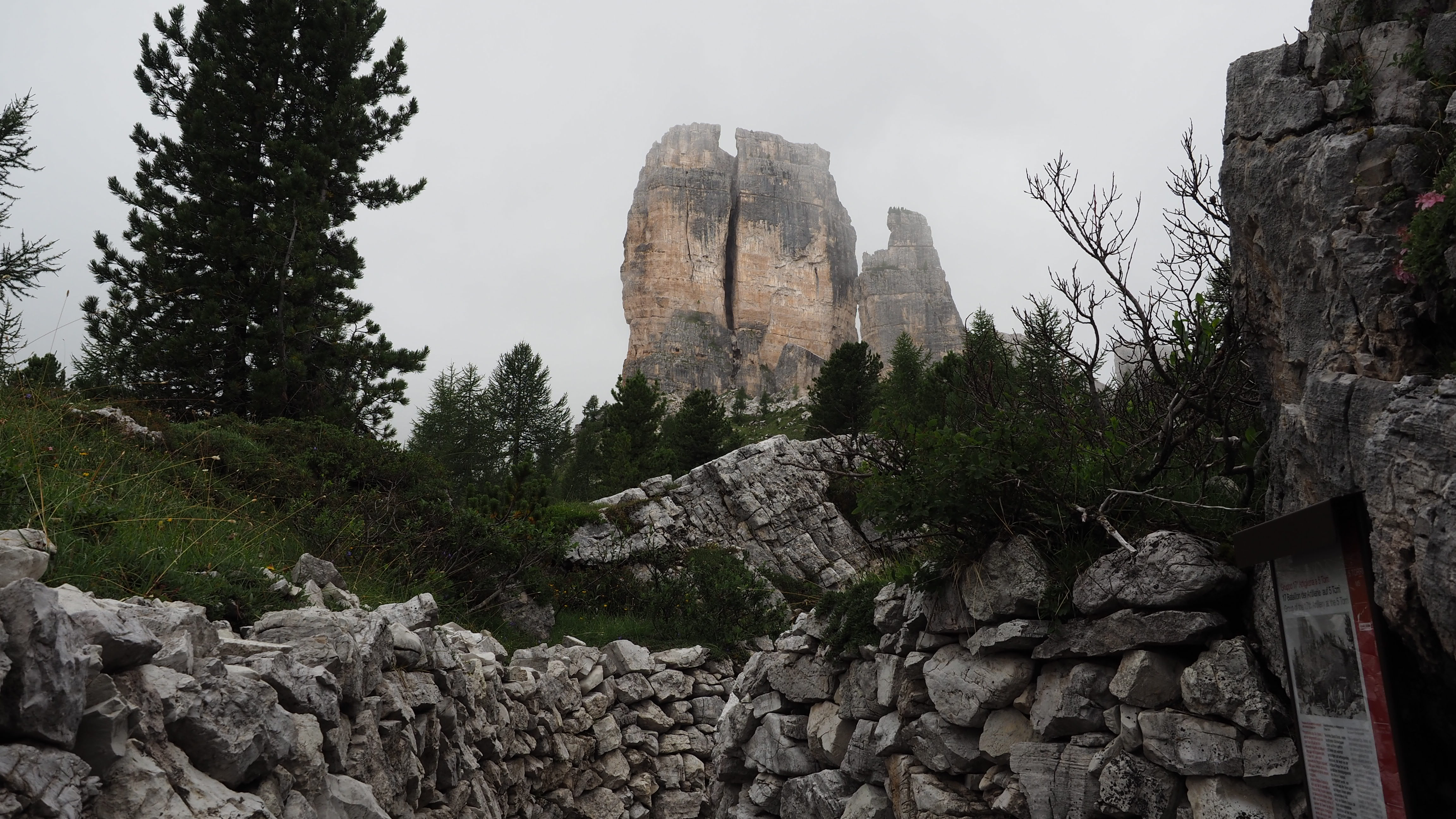
塹壕とトッレグランデ東面
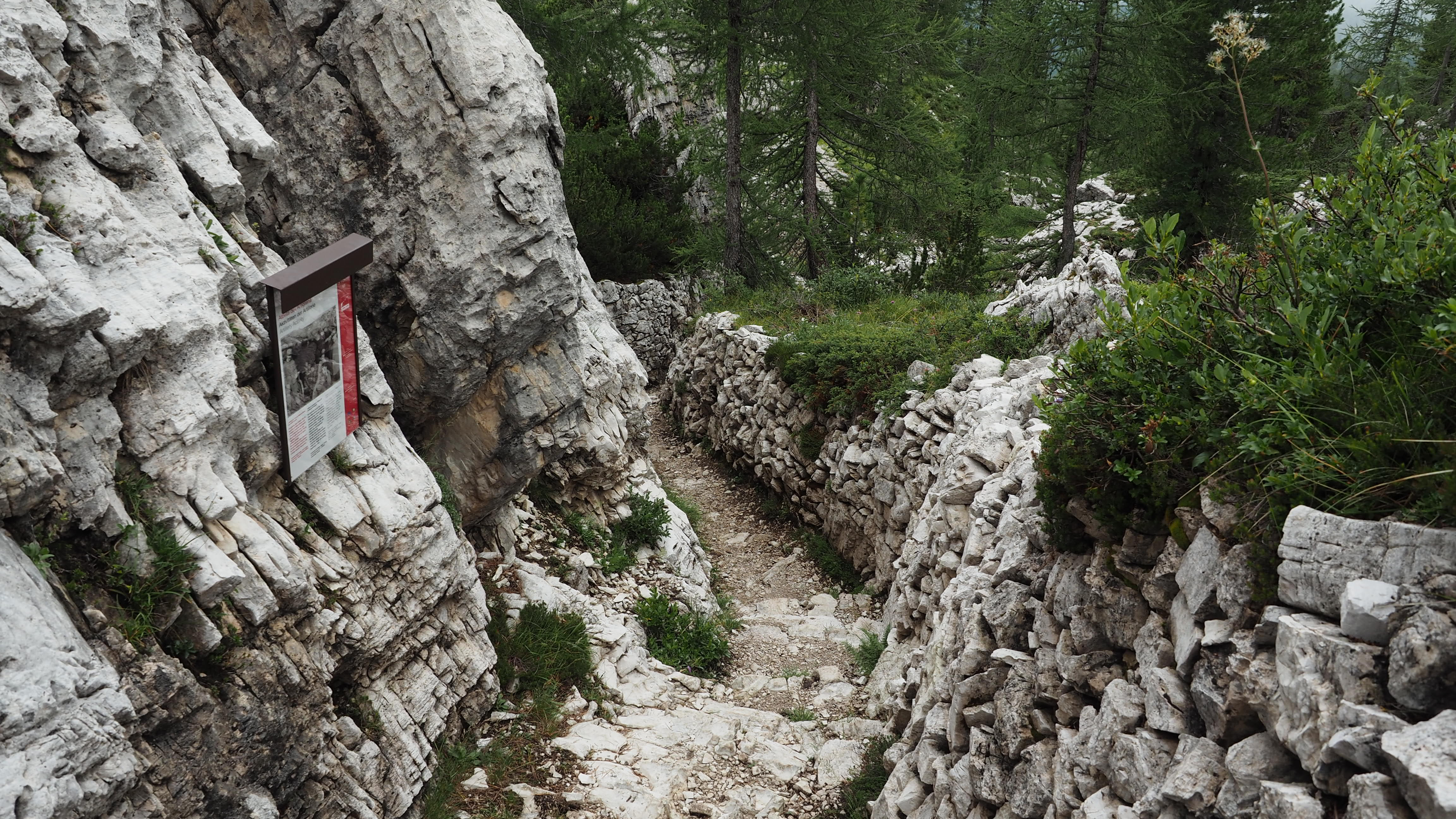
塹壕

## 周辺
チンクェトッリが属するヌヴォラーウ山群(Gruppo del Nuvolau)は、北西のファルツァーレゴ峠(Passo Falzarego)、南東にジアウ峠(Passo Giau)で挟まれた領域にあるドロミーティの山群である。写真の左下にチンクェトッリ(Cinque Torri、2,361m)がある。右はアヴェラーウ(Averau、2,647m)、奥中央の建物のあるところがヌヴォラーウ(Nuvolau、2,575m)、奥左側はグセラ(Gusela、2,595m)である。

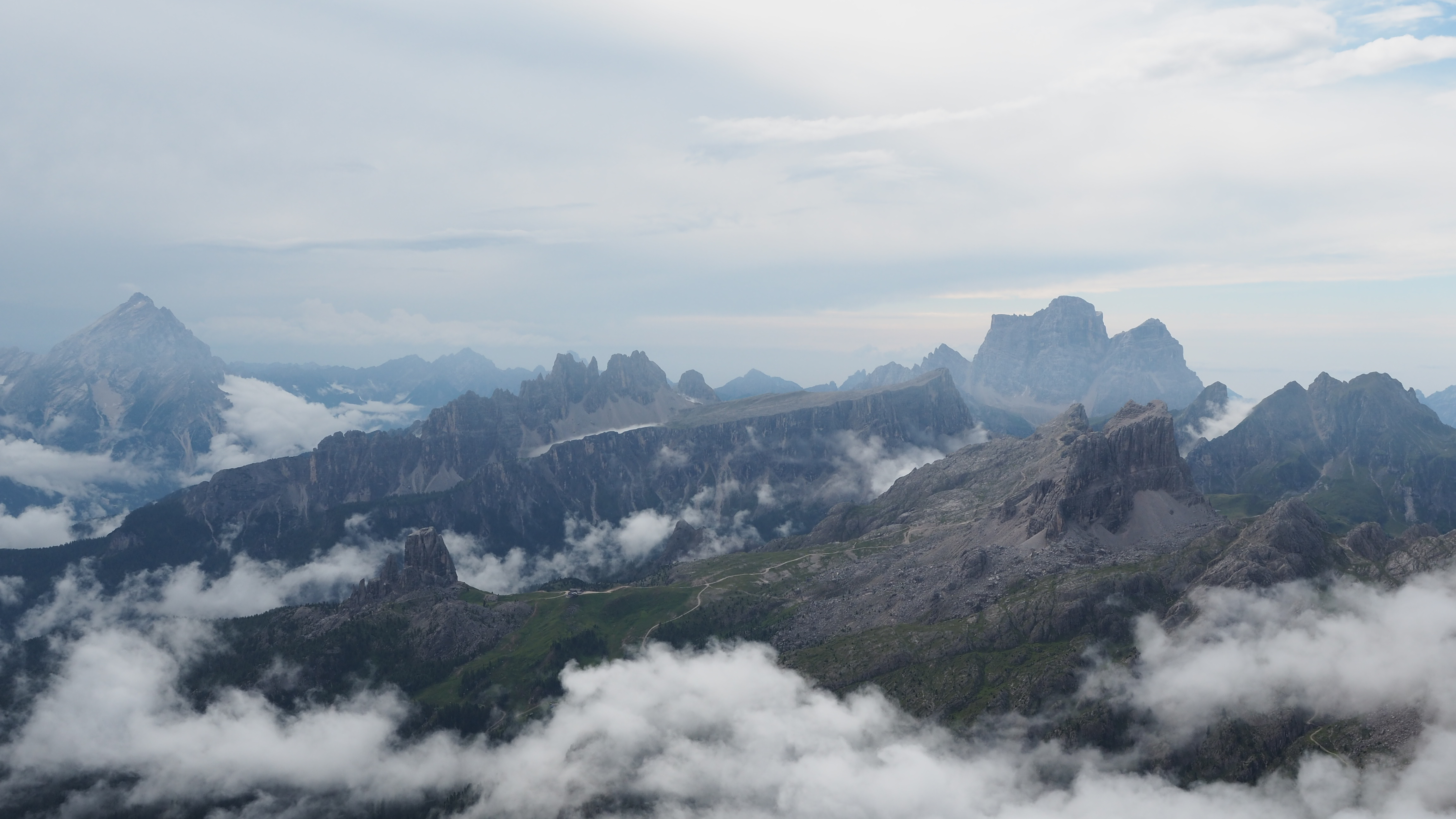
左手前にチンクェトッリ(Cinque Torri)、傾斜した台地の右端はアヴェラーウ(Averau)。左奥の鋸刃状の山はクローダ・ダ・ラーゴ(Croda da Lago)。
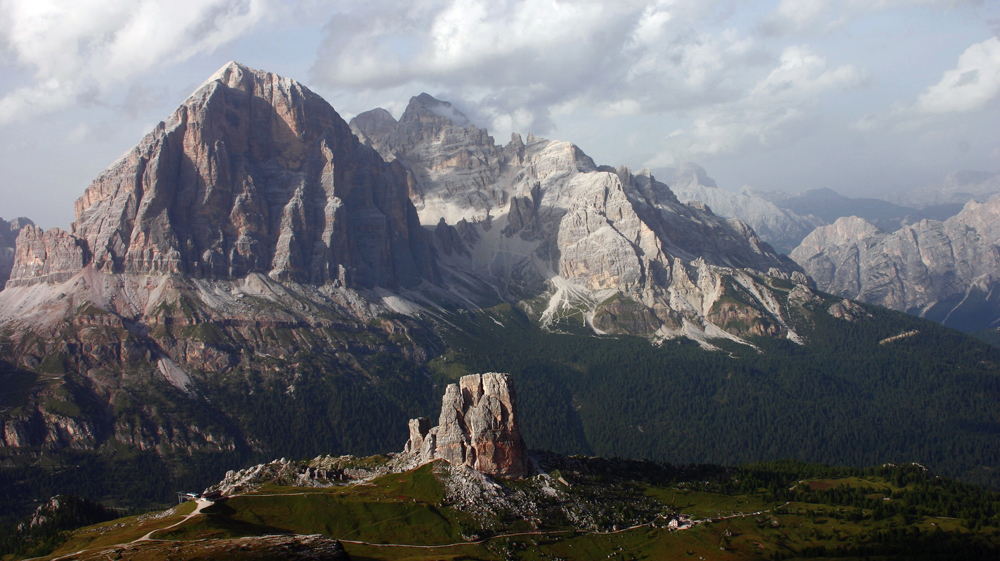
チンクェトッリ(手前)とトファーナ(奥)の間の谷の約6km右にコルティーナ・ダンペッツォ、左約4kmにファルツァーレゴ峠がある。ヌヴォラーウからの眺望。
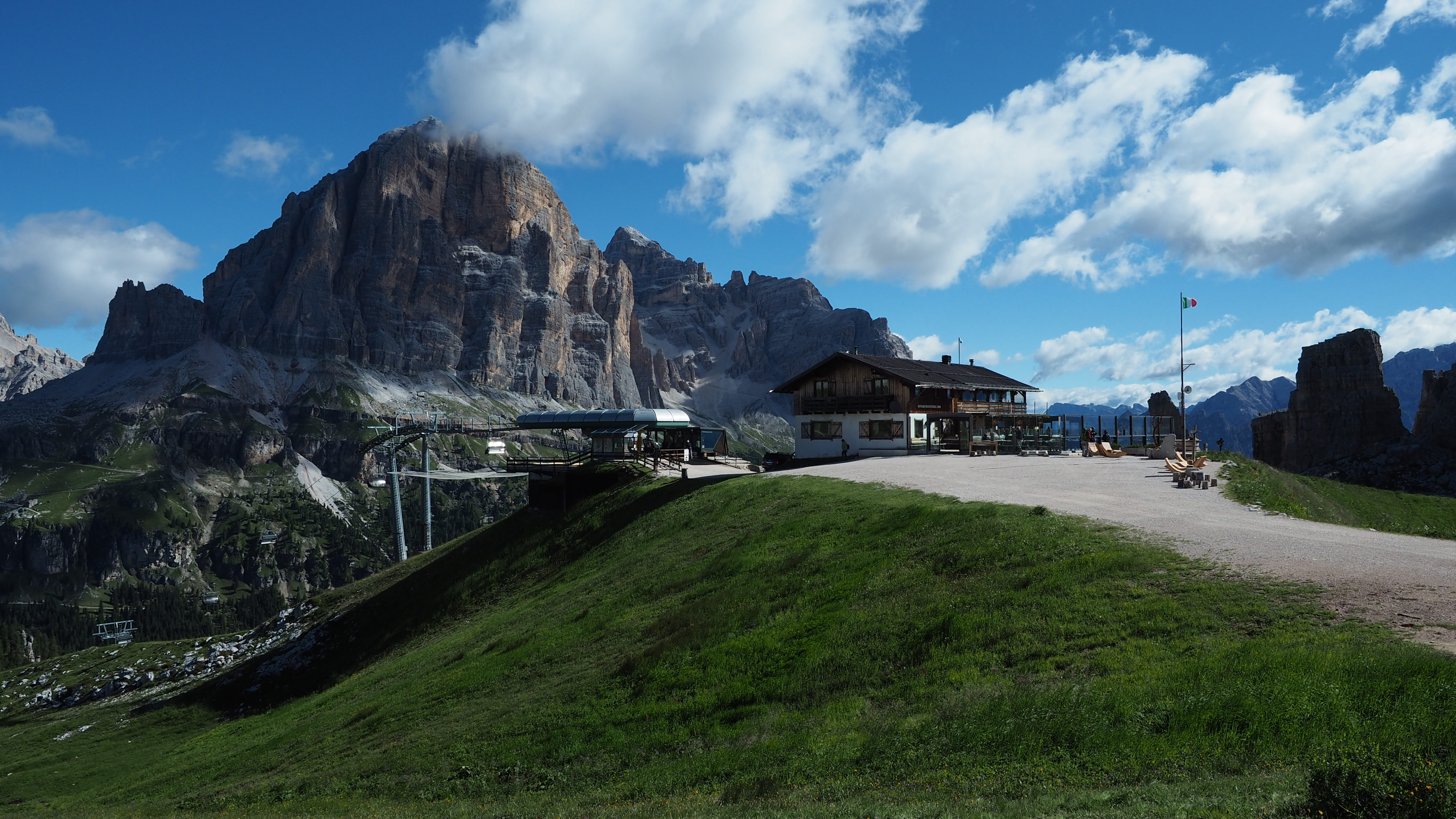
スコアットリ小屋(Rifugio Scoiattoli)
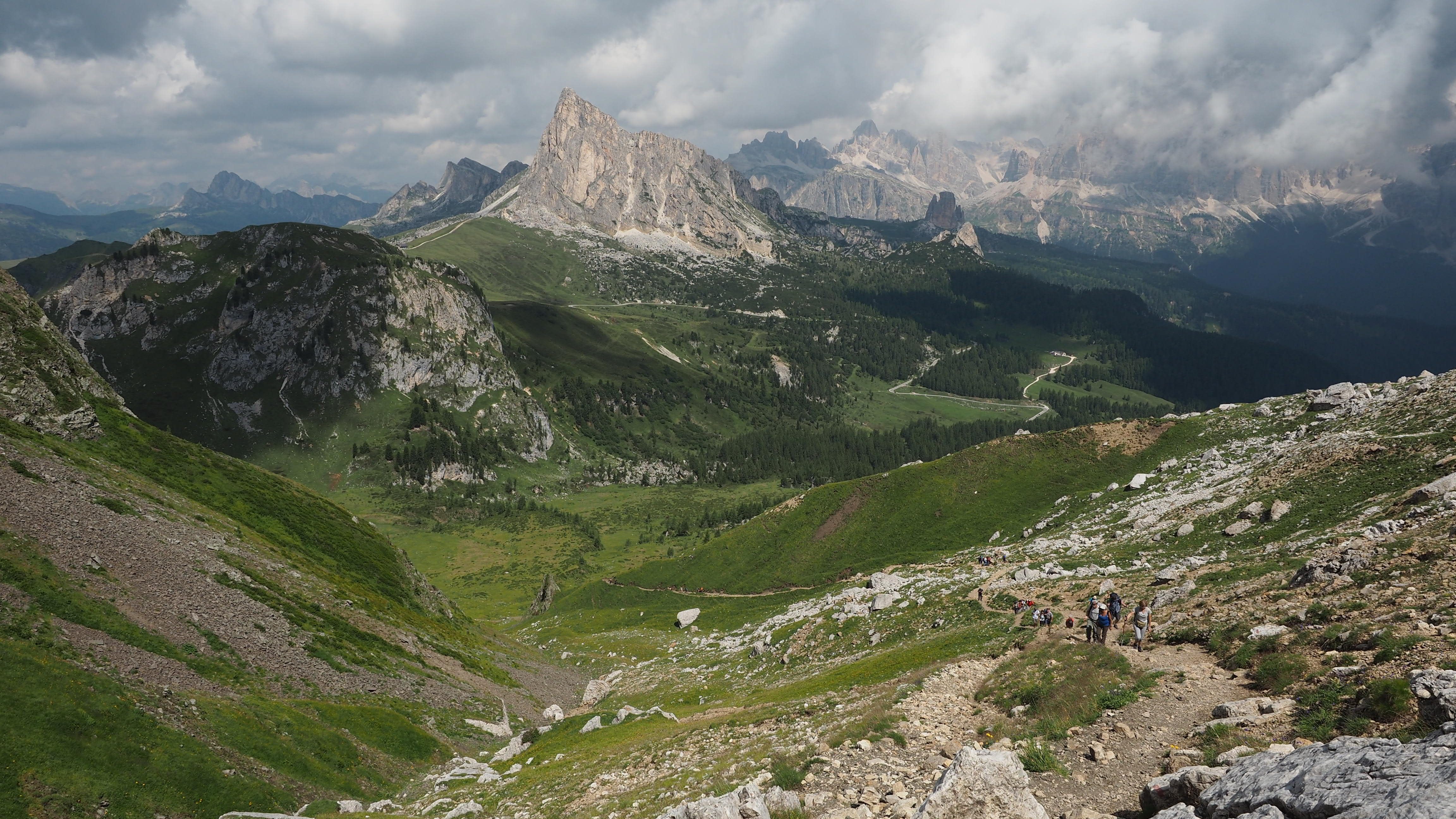
ジアウのコル(Forcella di Giau)からヌヴォラーウ山群(Gruppo del Nuvolau)を望む。中央はグセラ、右にチンクェトッリ。